# Plemberk
Plemberk – wieś w Słowenii, w gminie miejskiej Novo mesto. W 2018 roku liczyła 70 mieszkańców. 